# Just Look at Jake
Just Look at Jake è un cortometraggio muto del 1915 diretto da Joseph Kaufman e prodotto dalla Lubin da un soggetto di Shannon Fife.

## Produzione
Il film fu prodotto dalla Lubin Manufacturing Company.

## Distribuzione
Distribuito dalla General Film Company, il film - un cortometraggio in una bobina - uscì nelle sale statunitensi il 17 aprile 1915.